# Парламентська асамблея Організації Чорноморського економічного співробітництва
Парламентська асамблея Організації Чорноморського економічного співробітництва, ПАЧЕС (англ. Parliamentary Assembly of the Black Sea Economic Cooperation, PABSEC) була створена 26 лютого 1993 року є робочим органом Організації Чорноморського економічного співробітництва (ЧЕС) у складі парламентарів країн ЧЕС, покликаний сприяти парламентськими методами розширенню і розвитку економічного і гуманітарного співробітництва між країнами-членами ЧЕС.
Україна однією з перших серед країн Причорномор'я підписала Декларацію про створення ПАЧЕС. Відповідно до Регламенту ПАЧЕС головування в Асамблеї переходить раз на шість місяців за принципом ротації згідно з англійським алфавітом. Під час 49-го пленарного засідання Генасамблеї у Стамбулі, 6 липня 2017, Голова Верховної Ради А. Парубій прийняв головування у ПАЧЕС терміном на рік. Підсумком головування стане
проведення 50-го пленарного засідання Генеральної асамблеї ПАЧЕС у Києві з 29 по З0 листопада 2017.
У листопаді 2017 року було схвалено декларацію з нагоди 25-ї річниці ОЧЕС. Під час голосування було враховано поправку України, щодо відновлення територіальної цілісності держав ОЧЕС, визнаних міжнародними організаціями, такими як ООН, ОБСЄ, ПАРЄ, ЄП в якості незаконно анексованих.

## Мета Асамблеї
Асамблея прагне через парламентарів країн-членів сприяти розумінню і схваленню народами країн-членів ідеалів, цілей і задач ЧЕС, на основі загальних історичних цінностей, з метою створення правової основи для економічного, торговельного, соціального, культурного і політичного співробітництва в рамках ПАЧЕС і завдань, поставлених перед нею.
Задля цього Асамблея прагне забезпечити:
- усвідомлення народами регіону ідеалів та завдань Організації Чорноморського економічного співробітництва;
- забезпечення правової бази економічного, торговельного, соціального, культурного та політичного співробітництва між країнами Причорномор'я;
- прийняття законодавства, необхідного для реалізації рішень, що приймаються главами держав та урядів або міністрами закордонних справкраїн-членів ОЧЕС;
- сприяння національним парламентам у зміцненні парламентської демократії;
- розвиток співробітництва з міжнародними та регіональними організаціями.

## Склад ПАЧЕС
Асамблея складається з національних делегацій, що утворені членами відповідних національних парламентів.

### 1. Членами ПАЧЕС є парламенти
- Албанії,
- Азербайджану,
- Болгарії,
- Вірменії,
- Греції,
- Грузії,
- Молдови,
- Румунії (сенат та палата депутатів),
- Росії (державна дума та Рада Федерації),
- Сербії,
- Туреччини,
- України

### 2. Спостерігачами ПАЧЕС є парламенти
- Єгипту (1995);
- Ізраїлю (1996);
- Словаччини (2000);
- Німеччини (2001);
- Франції (2002);
- Білорусі (Рада Республіки та Палата представників) (2005).

### 3. Спостерігачами ПАЧЕС є міжпарламентські організації
- Міжпарламентська асамблея країн — членів СНД (1993);[4]
- Європейський парламент (1993);[5]
- Асамблея Міжпарламентського союзу (1993);[6]
- Парламентська асамблея НАТО (1993);
- Парламентська асамблея Ради Європи (1993);[7]
- Парламентська асамблея Організації з безпеки і співробітництва в Європі (1993);[8]
- Парламентський вимір Центральноєвропейської ініціативи (2003);[9]
- Парламентське Зібрання Союзу Білорусі і Росії (2003);[10]
- Парламентська асамблея Середземномор'я (2003);[11]
- Парламентська асамблея православ'я (2012);[12]
- Парламентський союз країн – членів Організації Ісламська конференція (2012);[13]
- Парламентська асамблея тюркомовних країн (2012);[14]
- Парламентська конференція Балтійського моря (2013);[15]
- Парламентська мережа Всесвітнього банку та Міжнародної фінансової корпорації (2015);[16]
- Парламентська асамблея співробітництва країн південно-східної Європи (2015).[17]

## Діяльність ПАЧЕС
Сесія Асамблеї проводить голосування по рекомендаціям, деклараціям, судженням і рішенням, що надходять з Постійного Комітету і комітетів. Кожна запропонована  рекомендація, декларація, судження і рішення мають мати відношення до пунктів порядку денного. 
- “Рекомендація” є вираженням  точки зору ПАЧЕС. Рекомендації адресуються ЧЕС, урядам і національним парламентам країн-членів і міжнародним організаціям.
- “Декларація” висловлює офіційну точку зору ПАЧЕС з окремої події.
- “Судження” відображає точку зору Асамблеї у зв’язку з офіційним запитом з боку ЧЕС, а також інших національних і міжнародних організацій.
- “Рішення” – це текст, прийнятий Асамблею з технічних питань та/або функціонування Асамблеї.

Прийняті Генеральною Асамблею документи доводяться до відома Ради міністрів  закордонних справ ЧЕС, національних парламентів країн-членів, їх урядів і  міжнародних організацій.
Протягом років свого існування Асамблея ухвалила близько двохсот актів, що стосуються таких пріоритетних сфер регіонального співробітництва як гармонізація законодавства, митні процедури, банківська справа та фінанси, торгівля та бізнес, зовнішньоторговельні режими, уникнення подвійного оподаткування, транспорт, зв'язок, створення зони вільної торгівлі в регіоні ОЧЕС, захист навколишнього середовища, боротьба з організованою злочинністю та тероризмом, збереження культурної спадщини, освіта, попередження та ліквідація наслідків стихійного лиха та техногенних катастроф тощо.
Робочими мовами Асамблеї є англійська, французька, російська і турецька мови. Офіційною  мовою документів ПАЧЕС і листування є англійська.

## Органи ПАЧЕС
Вищий керівний орган ПАЧЕС — Генеральна асамблея, сесії якої проводяться двічі на рік. Весняна сесія проходить, як правило, у червні, осіння — у листопаді або грудні. В Україні пройшли Друга (листопад 1993 року), Чотирнадцята (грудень 1999 року), Двадцять п'ята (червень 2005 року), а також Тридцять сьома сесії ПАЧЕС (червень-липень 2011 року). Кількість місць кожної країни в Асамблеї визначається за квотами (квота України — 9 місць), які встановлені відповідно до кількості населення кожної з країн.
Посадовими особами Асамблеї є Голова, п’ять Заступників Голови і Заступника Голови з фінансових питань, які разом складають  Бюро Асамблеї.
Президентом Асамблеї є спікер парламенту однієї з країн-учасниць, яка головує в Організації. Термін його обрання складає 6 місяців. Передача головування в ПАЧЕС здійснюється за принципом ротації в алфавітному порядку англійської абетки.
Постійний Комітет, який складається з голів національних делегацій, членів Бюро та голів трьох спеціалізованих комітетів і працює за принципом консенсусу, затверджує порядок денний Асамблеї та координує роботу спеціалізованих комітетів.
У період між сесіями поточні питання роботи Асамблеї вирішуються Бюро, до складу якого входять Президент і п'ять віце-президентів.
Станом на серпень 2017 року склад Бюро наступний:
- Президент — Голова Верховної Ради України Парубій Андрій Володимирович;
- Віце-президенти — Намік ДОКЛЕ (Албанія); Петар КИНЕВ (Болгарія); Роберта Алма АНАСТАСЕ (Румунія); Людмила ДЕНІСОВА (УкраЇна); Рамазан ДЖАН (Туреччина).

У складі Асамблеї функціонують три спеціалізовані комітети:
- Комітет з економічних, торговельних, технологічних і екологічних питань (Голова — Красімір ВЕЛЬЧЕВ (Болгарія));
- Комітет з правових і політичних питань (Голова — Намік ДОКЛЕ (Албанія);
- Комітет з питань культури, освіти і соціальних питань (Голова — Йоан ВУЛПЕСКУ (Румунія)).

Комітети Асамблеї проводять періодичні засідання в країнах-членах ПАЧЕС у період між сесіями Генеральної асамблеї і в координації з Міжнародним секретаріатом ПАЧЕС забезпечують підготовку відповідних рішень Асамблеї.
З метою надання технічного сприяння у підготовці рішень Асамблеї можуть бути створені робочі групи ПАЧЕС.
Міжнародний секретаріат ПАЧЕС розташований у м. Стамбулі.
Генеральний секретар ПАЧЕС — Асаф ГАДЖИЕВ (Азербайджан).

## Міжнародні заходи в рамках ПАЧЕС
У рамках Асамблеї відбуваються міжнародні конференції, семінари, круглі столи, здійснюється моніторинг парламентських виборів у країнах-учасницях. Під егідою ПАЧЕС проводяться зустрічі губернаторів та мерів Чорноморських столиць, керівників національних телерадіокомпаній, фестивалі дітей та юнацтва тощо.

## Документи ПАЧЕС
Виконуючи свої функції, ПАЧЕС приймає декларації з глобальних політичних питань, Комітети ПАЧЕС готують відповідні доповіді і рекомендації з актуальних політико-правових, гуманітарних, економічних та екологічних питань.

### Декларації ПАЧЕС
- Роль парламентів в забезпеченні миру і безпеки в Чорноморському регіоні (Стамбул, 05.07.2017);
- Через економічне співробітництво до миру, стабільності і процвітання в регіоні ЧЕС (Москва, 30.06.2016);
- У зв'язку з ескалацією міжнародного тероризму в світі (Бухарест, 27.11.2015);
- Про Енергетичну проблему в країнах Південно-Східної Європи (Варна, 14.06.2007);
- Про боротьбу з міжнародним тероризмом (Бухарест, 10.12.2003).[18]

### Доповіді і рекомендації комітетів ПАЧЕС
Протягом 1994—2017 рр. Комітетами ПАЧЕС було підготовлені та опубліковані 149 доповідей, з кожної з яких приймалися відповідні рекомендації. Зокрема у 2017 році були підготовлені наступні доповіді і рекомендації:
- Розвиток нових і відновлюваних джерел енергії в країнах-членах ЧЕС;
- Роль парламентів в укріпленні правової основи для економічного росту і соціальної інтеграції;
- Роль парламентів в забезпеченні сталої системи охорони здоров'я в країнах-членах ЧЕС.  [Архівовано 17 липня 2017 у Wayback Machine.]

## Постійна делегація Верховної Ради України VIII скликання у ПАЧЕС
- Керівник Постійної делегації України в ПАЧЕС — Денісова Людмила Леонтіївна

Члени Постійної делегації:
- Кириленко Іван Григорович;
- Кириченко Олексій Миколайович;
- Куніцин Сергій Володимирович;
- Масоріна Олена Сергіївна;
- Семенуха Роман Сергійович;
- Скорик Микола Леонідович;
- Хлань Сергій Володимирович;
- Чубаров Рефат Абдурахманович.

Заступники члена Постійної делегації:
- Амельченко Василь Васильович;
- Білий Олексій Петрович;
- Єфремова Ірина Олексіївна;
- Жолобецький Олександр Олександрович;
- Івченко Вадим Євгенович;
- Пинзеник Віктор Михайлович;
- Романова Анна Анатоліївна;
- Чорновол Тетяна Миколаївна;
- Южаніна Ніна Петрівна.

Секретар Постійної делегації — Фурман Олександр Васильович (Управління забезпечення міжпарламентських зв'язків Апарату Верховної Ради України)